# Бараты (станция)
Бара́ты — станция Восточно-Сибирской железной дороги на южной линии Улан-Удэ — Наушки.
Расположена в посёлке Бараты Селенгинского района Бурятии.

## История
Введена в эксплуатацию в 1940 году.
В октябре 1964 года через станцию началось регулярное пассажирское движение поездов по маршруту Улан-Удэ — Гусиное Озеро (впоследствии Улан-Удэ — Наушки).
В 2014 году отменено пригородное движение поездов по маршруту Загустай — Наушки (реформированный Улан-Удэ — Наушки).

## Дальнее следование по станции
| № поезда | Маршрут движения | № поезда | Маршрут движения |
| -------- | ---------------- | -------- | ---------------- |
| 361      | Наушки — Иркутск | 362      | Иркутск — Наушки |